# 山本孝 (実業家)
山本 孝（やまもと たかし、1908年11月14日 - 2000年5月26日）は、日本の経営者。ロイヤルホテル社長を務めた。静岡県掛川市出身。

## 経歴
1931年に東京帝国大学経済学部を卒業し、同年に住友銀行に入社。1959年11月に取締役に就任し、1963年10月に常務経て、1968年5月にロイヤルホテル副社長に就任し、1973年3月には社長に昇格。1985年4月に会長を経て、1988年6月から取締役相談役兼最高顧問を務めた。
1986年4月に勲三等瑞宝章を受章した。
2000年5月26日、心不全のために死去。91歳没。